# Romano (animateur radio)
 (août 2013).
Si vous disposez d'ouvrages ou d'articles de référence ou si vous connaissez des sites web de qualité traitant du thème abordé ici, merci de compléter l'article en donnant les références utiles à sa vérifiabilité et en les liant à la section « Notes et références ».
Pour les articles homonymes, voir Romano.
Romano, de son vrai nom Romain Galland, né le 11 février 1979 au Creusot, est un réalisateur et animateur de radio français. Il anime la matinale Le Morning de Difool et l'émission de libre antenne Radio libre sur Skyrock.

## Biographie
Romain Galland est animateur et réalisateur sur la radio Skyrock.
À l'adolescence, Romain s'intéresse à la radio, et à l'âge de 17 ans, il intègre la radio associative Radio Sud Morvan en Bourgogne. Un an plus tard il déménage à Paris afin de suivre pendant un an les cours du Studio école de France, d'où il sort diplômé de la promotion 1998. Durant cette année, il obtient un stage à partir du mois d'avril à Skyrock. 
Il reste à ce poste pendant deux saisons, pendant lesquelles il se prend d'amitié avec Difool et le reste de l'équipe de l'émission Radio libre, en place depuis 1997 tous les soirs. À la rentrée de l'an 2000, TiDav, coanimateur et réalisateur de Radio libre, décide de quitter l'émission pour se consacrer à sa tranche de flux musical sur Skyrock. Difool propose alors à Romano d'intégrer son équipe. Il accepte et devient coanimateur et réalisateur de l'émission, aux côtés de Difool, Marie et autres partenaires d'équipes.

## Le Morning de Difool
Tous les matins, entre 6 h et 9 h, du lundi au vendredi ainsi que le samedi en replay, il coanime cette émission avec Difool, Cariole, (sa femme) ou encore un autre animateur de la Radio libre.